# Vanguard (film)
Pour les articles homonymes, voir Vanguard.
Ne doit pas être confondu avec Vanguard Films.
Pour plus de détails, voir Fiche technique et Distribution.
Vanguard (急先锋, Ji xian feng) est un film d'action chinois écrit, co-produit et réalisé par Stanley Tong et sorti en 2020.
Il raconte l'histoire d'une société de sécurité secrète appelée Vanguard qui se démène pour protéger un comptable et sa fille de terroristes en Afrique.
Sixième collaboration de Jackie Chan et Stanley Tong, il est initialement prévu pour le 25 janvier 2020 en Chine mais est repoussé en raison de la pandémie de Covid-19. Il sort finalement le 30 septembre 2020 et reçoit des critiques mitigées, la prestation de Jackie Chan, les séquences d'action et la musique étant saluées, mais le scénario, le montage et la durée du film sont critiqués.

## Synopsis
Qin Guoli, un comptable chinois basé en Grande-Bretagne, est engagé de force par Maasym, le chef de l'organisation terroriste Frères de vengeance, pour financer ses projets. Après que Qin eut informé Scotland Yard, Maasym est tué dans une opération des forces américaines, mais son fils Omar a survécu et veut maintenant mettre la main sur l'argent de son père, dont la localisation est connue de Qin. Omar embauche le groupe de mercenaires des Loups arctiques, qui enlève Qin et sa nouvelle épouse Meiwei lors des festivités du Nouvel An chinois au Chinatown de Londres. Vanguard, une société de sécurité internationale chargée de protéger Qin, envoie les agents Zhang Kaixuan, Lei Zhenyu (Yang Yang) et Mi Ya (Miya Muqi) pour le secourir. Après la réussite de l'opération, Qin demande au directeur de Vanguard, Tang Huanting (Jackie Chan), de protéger sa fille Fareeda (Xu Ruohan (en)), qui est actuellement en Afrique, avant qu'Omar ne puisse l'utiliser comme levier contre lui.
Tang, Lei et Miya se rendent en Afrique et trouvent Fareeda, mais doivent également affronter les Loups arctiques et un groupe de braconniers ayant été embauchés comme renfort supplémentaire. Au cours de la première altercation, Lei et Fareeda sont séparés du reste du groupe et se cachent dans la jungle voisine, forçant Tang et Miya à les rechercher à pied, guidés par le suivi par satellite fourni par le siège de Vanguard. Tang et Miya rejoignent leurs compagnons et combattent leurs poursuivants dans une course poursuite furieuse sur la rivière avec une voiture amphibie (en) et des motomarines, qui se termine par le blocage de Tang et Miya et la capture de Lei et Fareeda. Broto, le chef des Loups arctiques, propose d'échanger ses captifs contre Qin, ce que ce-dernier accepte immédiatement.
Tang rallie ses agents pour prendre d'assaut la forteresse d'Omar dans la ville moyen-orientale de Jiadebala et sauver les otages. Avec une aide locale, les agents de Vanguard s'infiltrent dans la forteresse fortement gardée et se préparent pour l'échange du lendemain. Cependant, Omar et Broto s'attendaient à une intervention, et l'opération dégénère rapidement en fusillade. Lorsque Vanguard est encerclé et débordé, Qin se rend pour permettre aux agents de s'échapper. Tang, Lei, Zhang, Miya et Fareeda se rendent ensuite à Dubaï, où Maasym a déposé sa fortune, et coopère avec la police locale pour surveiller deux mercenaires des Loups arctiques qui sont arrivés ici pour faciliter un important marché d'armes pour Omar avec l'argent de Maasym. Incidemment, cela donne également à Omar l'occasion d'essayer de tuer l'amiral Greg Dawes, l'homme qui a tué Maasym et qui vient d'arriver à Dubaï.
Très surveillés des deux côtés, Omar, Broto et Qin rencontrent le marchand d'armes Josef chez un concessionnaire de voitures d'occasion, où l'argent est converti en voitures en or pur. En échange de ses honoraires, Josef fournit à Omar le système de contrôle d'un drone de combat, que ce dernier souhaite utiliser contre Dawes. La police de Dubaï mène alors une opération contre les terroristes, mais leur approche laisse aux hommes d'Omar suffisamment de temps pour activer le drone, puis s'échapper dans les voitures en or. Les agents de Vanguard se déplacent pour intercepter les terroristes, et grâce à l'avertissement de la police de Dubaï, les forces américaines interceptent et détruisent le drone. La poursuite se termine dans un centre commercial, où Omar et Broto sont maîtrisés et arrêtés, et le film se termine avec la célébration du Nouvel An chinois à Dubaï par les protagonistes.

## Fiche technique
- Titre : Vanguard
- Titre original : 急先锋 (Ji xian feng)
- Réalisation et scénario : Stanley Tong
- Photographie : Lee Chi-Wah
- Montage : Yau Chi-wai
- Musique : Nathan Wang
- Production : Stanley Tong et Barbie Tung
- Sociétés de production : China Film International Media, Tencent Pictures, Shanghai Lix Entertainment, Epitome Capital et Shenzhen Media Film & Television
- Société de distribution : Golden Screen Cinemas (en)
- Pays de production :  Chine
- Langue originale : cantonais, anglais et arabe
- Format : couleur
- Genres : action
- Durée : 108 minutes
- Date de sortie :
  - Chine, Malaisie, Singapour et Taïwan : 30 septembre 2020
  - États-Unis et Canada : 20 novembre 2020
  - France : 15 mars 2021 (vod)

## Distribution
- Jackie Chan (VF : William Coryn) : Tang Huanting, le commandant de Vanguard
- Yang Yang : Lei Zhenyu, un agent de Vanguard
- Ai Lun : Zhang Kaixuan, un agent de Vanguard
- Miya Muqi : Mi Ya, une agent de Vanguard
- Yang Jian Ping : Jian Ping, un agent de Vanguard
- Zhu Zhengting (en) : Shendiao, un agent de Vanguard
- Jackson Lou : Qin Guoli, le comptable que Vanguard est chargé de protéger
- Xu Ruohan (en) : Fareeda, la fille de Qin Guoli
- Brahim Achabbakhe : Broto, le chef des Loups arctiques
- Eyad Hourani : Omar, un prince oriental et le chef des Frères de la vengeance
- Tomer Oz : Tunda, le chef des braconniers
- Mir Sawar : Kalasu, un agent de Vanguard au Moyen-Orient
- Sayed Badreya (VF : Omar Yami) : Abati
- Tam Khan : Marder, un membre des Loups arctiques
- Eric Heise : L'amiral Greg Dawes, commandant de l'USS John C. Stennis
- Jeffrey Gullbrand : Josef, un marchand d'armes
- Fady Zaky : Un garde du corps d'Omar
- Haytham Mansour : Un policier de Dubaï
- Trishna Singh : Laila
- Denis Pereverzev[1]

## Production
Le film est tourné à Dubaï aux Émirats arabes unis, en Inde et à Londres. En janvier 2019, Jackie Chan manque de se noyer durant le tournage d'une scène avec une motomarine,,. Chan aurait eu un salaire de 80 millions de yuans (environ 12 millions US$).

## Bande originale
Parmi les artistes de la bande originale officielle figurent Jackie Chan, qui chante la chanson Ambition in my Heart, et Dimash Qudaibergen.

## Sortie
Prévu pour le 25 janvier 2020 en Chine, il est finalement repoussé à cause de la pandémie de Covid-19. Les sorties en salles à Singapour et aux Philippines sont également repoussées en raison du report de la sortie du film en Chine, car certaines réglementations empêchent tout film chinois d'être diffusé à l'étranger avant la sortie locale du film en Chine.
Le 1er septembre 2020, il est annoncé que le film sortira dans les salles chinoises le 30 septembre 2020. La version anglaise du film sort en salles aux Émirats arabes unis et dans certains pays voisins le 8 octobre 2020.
Gravitas Ventures a acquis les droits nord-américains et a sorti le film, y compris en drive-ins et IMAX, le 20 novembre 2020.
Le film sort au format Blu-ray et DVD à Hong Kong le 15 décembre 2020, puis en salles en Inde le 25 décembre 2020 en anglais, hindi, tamoul et telugu.

## Accueil

### Critique
Sur Rotten Tomatoes, Vanguard bénéficie d'un taux d'approbation de 30% basé sur 56 avis, avec une note moyenne de 4,5/10. Le consensus des critiques du site Web se lit comme suit : « Vanguard n'est pas entièrement dépourvu de plaisir pour les fans d'action, mais seuls les fans les plus fervents de Jackie Chan trouveront beaucoup de choses qui valent vraiment la peine d'être vues ». Sur Metacritic, il a une moyenne pondérée de 36 sur 100, basée sur 12 avis, indiquant « des critiques généralement défavorables ». Le public de Douban, un site de notation chinois, lui donne une moyenne de 5 sur 10, tandis que sur PostTrak (en), 72% des spectateurs américains lui donnent une note positive, 57% déclarant qu'ils le recommanderaient sans hésiter.
Edmund Lee du South China Morning Post note Vanguard un et demi sur cinq, déclarant que le film est « équipé d'un scénario ringard de qualité Z, de méchants oubliables et de quelques lignes de dialogue stupéfiantes et maladroites », étant un « produit publicitaire assumé pour Chan, ce qui fait que l'on se demande pourquoi il y va toujours ». Simon Abrams de RogerEbert.com attribue au film deux étoiles sur quatre, écrivant que bien qu'il y ait des moments de « joyeux spectacle » comme une poursuite en rafting avec une jeep, « Le programme politique rebutant et constamment mis au premier plan du film ne serait pas être si désagréable si les scènes d'action étaient plus abondantes et/ou excitantes. [...] Le dernier film avec Chan en vedette n'avait pas besoin d'être autre chose qu'un bon travail de propagande, mais ce n'est même pas convaincant dans ces conditions ».

### Box-office
Vanguard récolte 246 millions de yuans de recettes (environ 37 millions US$) lors de ses deux premières semaines dans les salles chinoises. Il réalise le pire résultat de tous les autres blockbusters nationaux pendant les vacances de la Semaine d'or.
Lors de ses débuts aux États-Unis, le film récolte 400 000 US$ de recettes dans 1 375 cinémas de 178 villes.